# Fontaine Celimontana

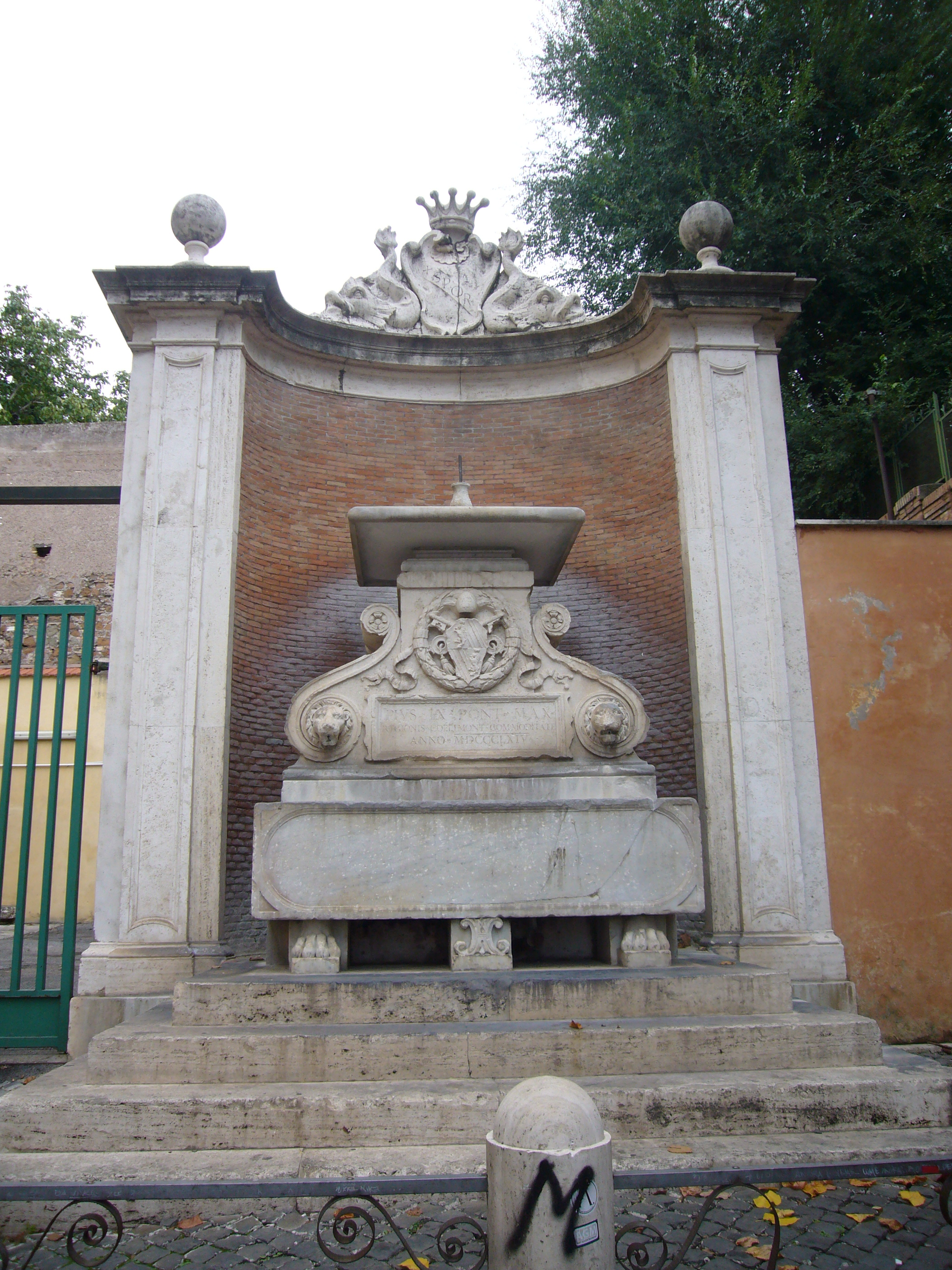
La fontaine de Pio IX au Celio

La fontaine Celimontana, aussi connue sous le nom de fontaine de Pie IX, est située à Rome, via Annia. Elle est adossée au mur d'enceinte de la structure de l'Hôpital militaire du Celio, à l'extrémité fermée de la route, et dans une position qui fait qu'elle est pratiquement isolée, à l'abri du passage et de la vue.

## Histoire
En 1864, le pape Pie IX avait commissionné l'architecte Virginio Vespignani pour la construction de deux fontaines destinées à être placées sur les côtés de la basilique Saint-Clément-du-Latran. L'une des deux était un simple lavoir, qui a vite été démonté et stocké dans les entrepôts de la ville, d'où on a perdu sa trace. L'autre fontaine est restée à son poste jusqu'en 1927, lorsqu'elle a été transférée sur la via Annia et entièrement reconstruite.

## Description
La fontaine, alimentée par l'Acqua Marcia, est placée dans une exèdre en brique (qui n'existait pas dans la version originale), dont les extrémités sont deux piliers de marbre. La partie centrale de la corniche est surmontée du blason municipal (créé à l'occasion de la nouvelle disposition) soutenue par deux dauphins. La fontaine proprement dite est composée d'un sarcophage rectangulaire d'époque romaine (cela aussi ne faisait pas partie du projet initial, qui prévoyait une autre vasque), surélevé de quatre marches au-dessus du niveau de la rue, et reposant sur deux pattes de lion et un bas-relief. Sur le mur de l'exèdre se trouve un élément en travertin, orné de volutes latérales, où deux têtes de lion jettent l'eau dans le sarcophage. Entre les deux têtes de lion se trouve l'inscription commémorative suivante : « PIVS IX PONT MAX / REGIONIS COELIMONT COMMODITATE / ANNÉE MDCCCLXIV ». Au-dessus de l'inscription figure le blason héraldique de la famille du souverain pontife, les Mastai Ferretti, avec les clés de la papauté, une couronne de laurier et deux festons sur le côté. L'ensemble de la composition est protégé au niveau de la rue par une balustrade soutenue par trois petites colonnes de pierre.
La dernière restauration remonte à 1999-2000.